# Периферийные польские диалекты
Перифери́йные по́льские диале́кты (восточный периферийный диалект, диалекты восточных Кресов) (пол. dialekty kresowy, polszczyzna kresowa, polskie gwary kresowe), kresowe (рус. окраинные) — территориальные разновидности польского языка, рассматриваемые как самостоятельные диалектные объединения, исторически распространённые в Литве, Белоруссии, на Украине, а также в некоторых районах Латвии (Латгалия) и Польши (Подляшье, Холмщина, Перемышльская земля), а также среди поляков на территории современных России и Казахстана.
Название «периферийные» определяет окраинное географическое положение этих говоров по отношению к исконным польским землям, где ещё в Средние века формировались основные польские диалекты, и их более позднее происхождение. Общий массив периферийных польских говоров разделяется на два диалекта: северный (северо-восточный, белорусско-литовский или виленский) (пол. dialekt północnokresowy, polszczyzna północnokresowa) и южный (юго-восточный, также обобщённо называемый львовским диалектом) (пол. dialekt południowokresowy, polszczyzna południowokresowa).

## Область распространения
Периферийные польские диалекты образуют как островные ареалы на территории распространения литовского, белорусского, украинского и латышского языков, так и ареалы непосредственно примыкающие к основным диалектным массивам польского языка. Область распространения периферийных диалектов включает различные районы в нескольких государствах: в Литве (в основном в юго-восточных районах), в западной Белоруссии, в западной (Волынь, Галиция) и юго-западной (Подолье) Украине, в восточной Латвии (Латгалии), а также в некоторых крайне восточных районах Польши (Сувалки, Подляшье, северо-восточные районы Малой Польши на границе с Белоруссией и Украиной). Часть носителей говоров периферийных диалектов была переселена после Второй мировой войны на западные и северные территории современной Польши — Возвращённые земли, где были сформированы новые смешанные диалекты польского языка, часть носителей кресовых говоров после присоединения восточных польских земель к СССР была переселена в Россию (прежде всего в Сибирь) и Казахстан.

## История
Периферийные диалекты складывались в результате экспансии польского языка на земли Великого Литовского княжества и Галицко-Волынской Руси, населённых восточными славянами и балтами. Распространение польского языка сопровождалось при этом различного рода языковыми контактами. Формирование периферийных польских диалектов в двух разновидностях — северной и южной — происходило в течение сравнительно длительного времени с XV по XX вв. вследствие как переселения поляков на восток, так и распространения польского языка среди литовского, белорусского, украинского и незначительной части латышского населения. Язык высших и средних слоёв польского населения Кресов представлял собой одну из региональных разновидностей культурного диалекта польского языка (разговорного языка образованных поляков) наряду с варшавской, познанской, краковской. Распространение данной разновидности польского языка среди местного балтийского и восточнославянского населения образовало крестьянские говоры Кресов.
В XVI—XVII веках периферийные диалекты оказали влияние на формирование польского литературного языка. Из языка Кресов в литературный вошли следующие черты: утрата á; формы с cz (depczę, szepczę); cz в формантах -ewicz, -owicz; суффиксы -iszcz(e), -ajł(o), -eńk(o); лексические украинизмы и ориентализмы; вероятно, значение Кресов в некоторой степени способствовало препятствованию проникновения такого распространённого в польских говорах явления как мазурение в литературный язык.
До событий Второй мировой войны периферийные диалекты были широко распространены в Кресах, в том числе и в качестве неродного языка (в условиях польско-белорусского, польско-украинского и польско-литовского двуязычия и трёхъязычия с русским языком, идиш и т. д.). После войны, в результате массовой репатриации с территории, отошедшей к СССР и отчасти геноцида поляков на западноукраинских землях численность кресовых поляков значительно сократилась (в меньшей степени процессы переселения охватили районы распространения северного диалекта), сфера употребления польских говоров сократилась, престиж их снизился. В настоящее время статус северного и южного периферийных диалектов является неодинаковым. Носителей северного диалекта численно больше, чем носителей южного диалекта, в ряде районов Литвы и Белоруссии поляки составляют большинство населения. Польский язык в общественной сфере употребляется на территории распространения северного диалекта в отличие от диалекта Украины шире: издаются газеты на польском, существуют польские школы, театр, фольклорные коллективы: издаются газеты на польском, существуют польские школы, театр, фольклорные коллективы. Многие носители периферийных польских диалектов в настоящее время двуязычны, владеют также литовским, русским, белорусским и украинским языками. Впрочем, на территории бывшего СССР основным языком поляков фактически стал литературный или близкий к нему русский язык.
В середине XX века часть носителей периферийных диалектов была переселена на западные и северные территории современной Польши

## Различия в формировании
Два основных диалектных объединения периферийных говоров отличаются следующими факторами, повлиявшими на процессы их формирования и появление диалектных различий:
1. Белорусский, белорусско-литовский и литовский субстрат для северного диалекта и преимущественно украинский — для южного.
2. Разное время формирования диалектов, северный начал складываться позднее, массовая полонизация Литвы, Белоруссии и Латгалии началась только во второй половине XIX века, южный начал формироваться ранее — с XV—XVI вв., особенно интенсивно после Люблинской унии 1569 года[12].
3. Различие в характере полонизации территорий распространения кресовых диалектов, значительно больший приток полоноязычного населения на территорию Украины, чем на территорию современных Литвы и Белоруссии, и соответственно большее влияние на язык южных Кресов польских говоров (малопольского диалекта), что приближает южнопериферийные говоры по характеру своего формирования к переселенческим говорам[13]. Северо-восточный диалект тесно связан с северо-западными диалектами белорусского языка, в ряде случаев сложно разграничить белорусские и польские говоры, особенно в свете наличия большого числа людей с польским самосознанием и родным белорусским языком.[источник не указан 1225 дней]

## Особенности периферийных диалектов
Периферийные диалекты характеризуются рядом общих признаков, связанных с восточнославянским влиянием:
1. Отсутствие носовых гласных, деназализация их в сильной позиции — в конце слова.
2. Качественно-количественная редукция гласных неверхнего подъёма (e, o) в безударном положении.
3. Отсутствие мазурения.
4. Наличие на месте польского g звука ү.
5. Ряд ś, ź, ć, ʒ́, представленный в литературном языке, в периферийных реализуется без средненёбной артикуляции.
6. Сохранение зубного звука l на месте общепольского ł и наличие мягкого l’.
7. Распространение мягкого ch’ (х’) в большем числе позиций: chiba, głuchi и т. п.
8. Употребление мягких s’, z’, c’ в соответствии литературным sj, zj, cj.
9. Нарушение парокситонического типа ударения (на предпоследнем слоге) в ряде морфологических категорий и групп лексем.
10. Распространение форм глаголов прошедшего времени, образуемых аналитически: ja chodził, ty chodził и т. д.
11. Отсутствие категории мужского лица.
12. Употребление вспомогательного глагола jest помимо ед. числа 3-го лица также и во мн. числе.
13. Наличие суффиксов -uk, -ajł(o) и некоторых других.

Помимо общих черт оба диалекта имеют ряд различий. Это касается в первую очередь лексики, особенностей безударной редукции. Кроме того в севернопериферийном диалекте отмечается наличие полумягкого ряда š’, ž’, č’, ǯ’, в южнопериферийном — наличие мягких t’, d’ и др.